# Баєв Денис Юрійович
Денис Юрійович Баєв (рос. Денис Юрьевич Баев; 25 листопада 1983, м. Конотоп, СРСР) — російський хокеїст, захисник. Виступає за «Атлант» (Митищі) у Континентальній хокейній лізі.
Вихованець хокейної школи ЦСКА (Москва). Свою хокейну кар'єру почав у 17 років у ЦСКА-2. Виступав за «Витязь» (Чехов), «Трактор» (Челябінськ), «Спартак» (Москва), «Сєвєрсталь» (Череповець), «Атлант» (Митищі), «Сибір» (Новосибірськ).
Одружений, дружина Крістіна.